# Ebenthal in Kärnten
Pour les articles homonymes, voir Ebenthal.

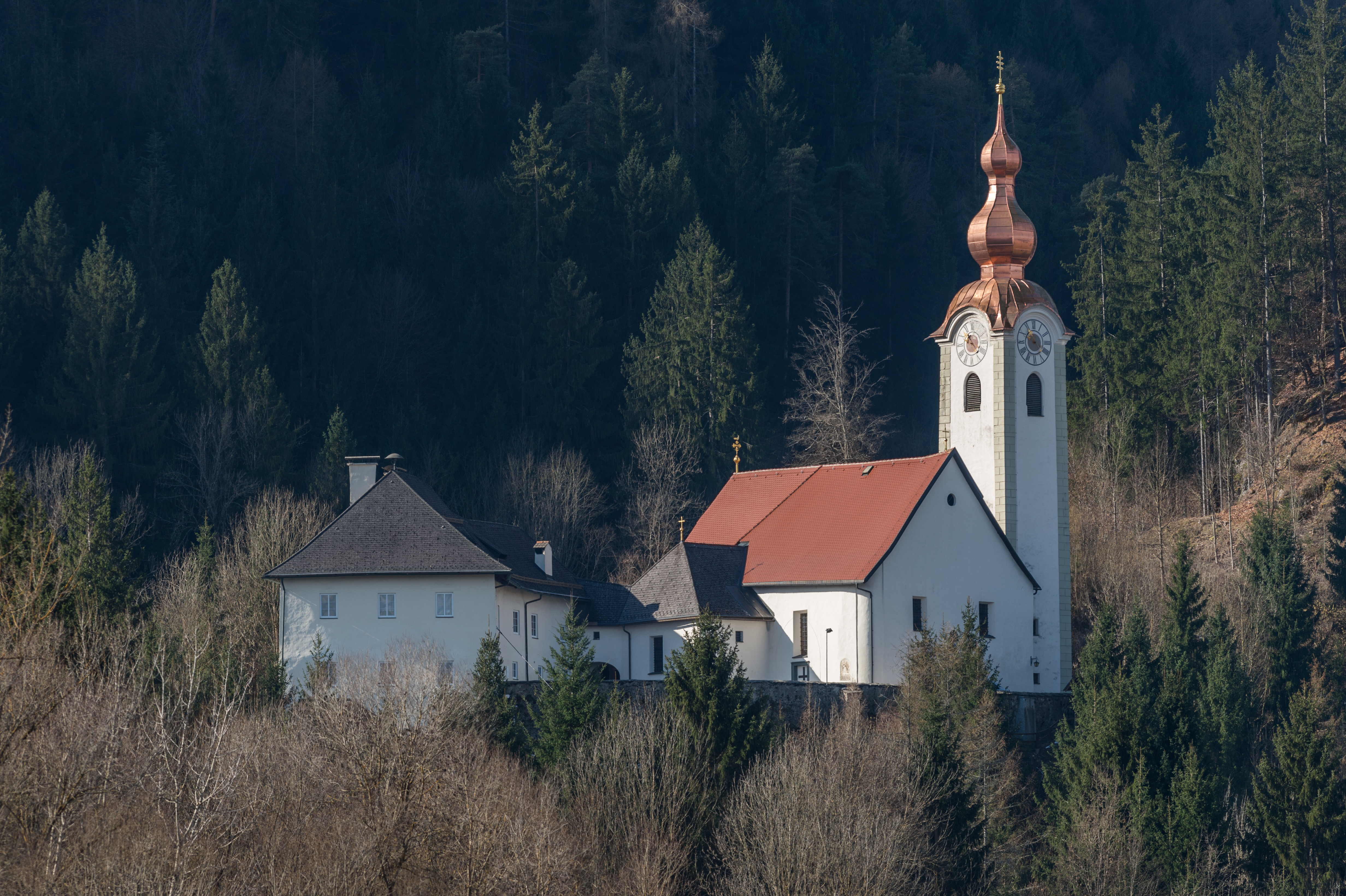
L'église Saint Martin à Gurnitz, Ebenthal in Kärnten. Mars 2015.

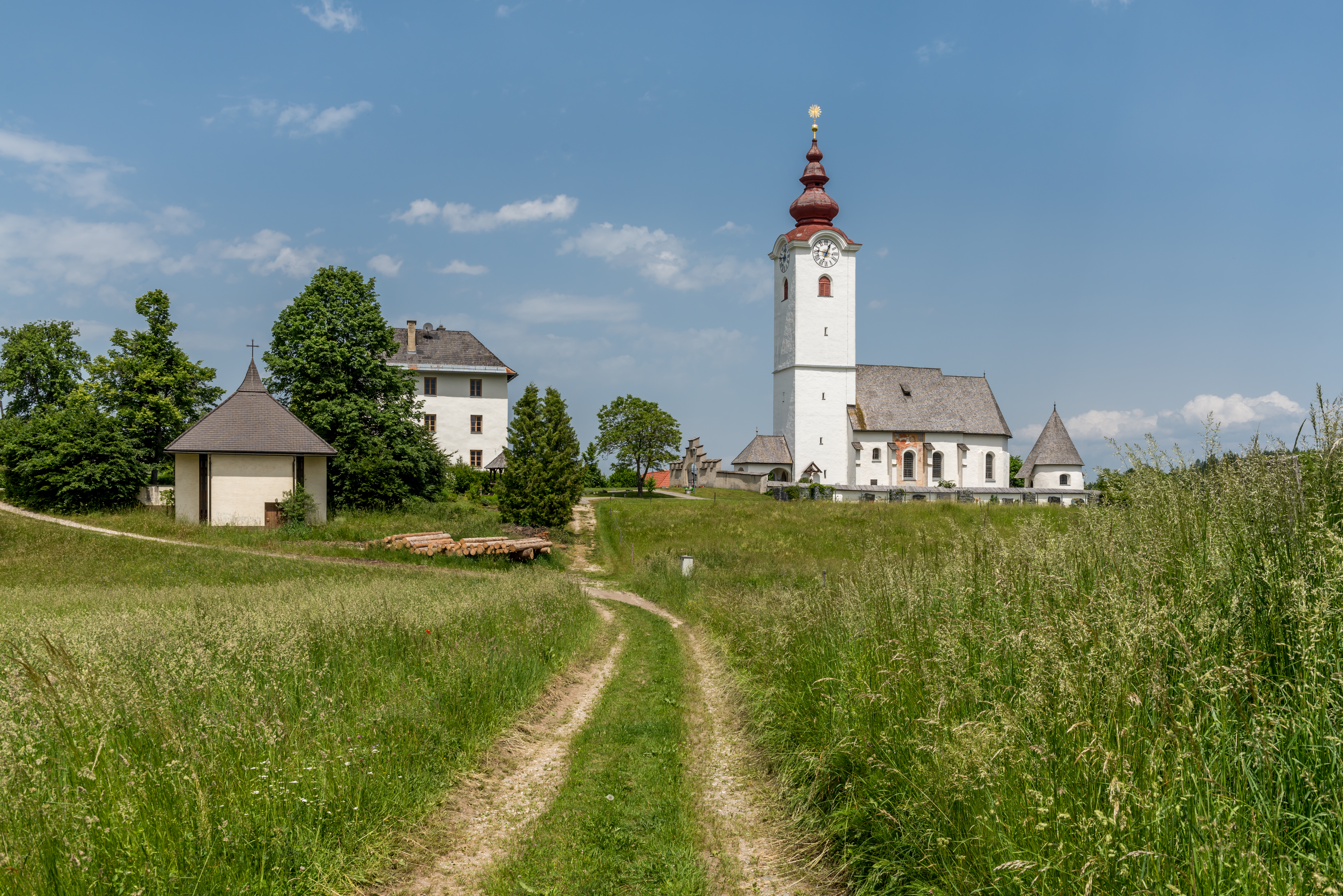
L'église saint Lambert, ossuaire et presbytère à Ebenthal. Juin 2019.

Ebenthal in Kärnten est une commune autrichienne du district de Klagenfurt-Land en Carinthie.

## Personnalités
- Marko Pernhart (1824-1871), peintre paysagiste, né au village d'Untermieger.
- Karl Truppe, peintre, né à Ebenthal en 1887